# Kaneeltortel
De kaneeltortel (Columba larvata) is een vogel uit de familie van duiven (Columbidae).

## Verspreiding en leefgebied
Deze soort komt wijdverspreid voor in Afrika en telt zeven ondersoorten:
- C. l. inornata: van Sierra Leone tot Kameroen en Gabon, Bioko en Annobón.
- C. l. principalis: Principe.
- C. l. simplex: Sao Tomé.
- C. l. bronzina: zuidoostelijk Soedan en Ethiopië.
- C. l. larvata: van zuidelijk Soedan tot Zuid-Afrika
- C. l. jacksoni: van oostelijk Congo-Kinshasa tot westelijk Tanzania en noordelijk centraal Zambia
- C. l. samaliyae: Angola en noordwestelijk Zambia.